# 利格 (多尔多涅省)
利格（法語：Ligueux，法語發音：[liɡø]）是法国多尔多涅省的一个旧市镇，属于佩里格区。2016年1月1日起，利格和相邻的索尔日合并为新市镇佩里戈尔地区索尔日和利格（Sorges et Ligueux en Périgord）。

## 地理
利格（45°18'32"N, 0°49'8"E）面积6.66 平方千米，位于法国新阿基坦大区多爾多涅省，该省份为法国西南部内陆省份，是法國本土面积第三大的省，大致对应佩里戈尔地区，北起顺时针与夏朗德省、上维埃纳省、科雷兹省、洛特省、洛特-加龙省、吉倫特省和滨海夏朗德省接壤。
利格的时区为UTC+01:00、UTC+02:00（夏令时）。

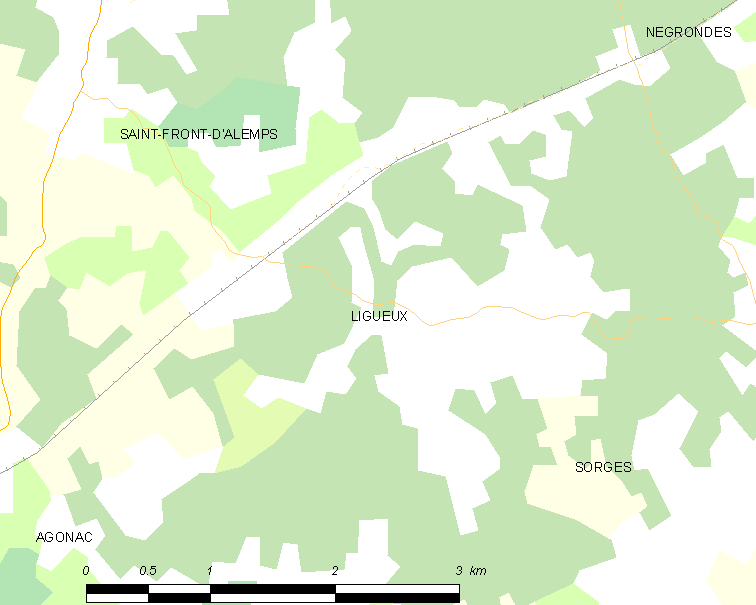
利格的OSM定位图

## 行政
利格的邮政编码为24460，INSEE市镇编码为24239。

## 政治
利格所属的省级选区为蒂维耶县。

## 人口

1962-2008年间利格人口变化图示

利格于2018年1月1日时的人口数量为294人。